# Wołodymyr Onyszczenko (1915–2001)
Wołodymyr Łeontijowycz Onyszczenko, ukr. Володимир Леонтійович Онищенко, ros. Владимир Леонтьевич Онищенко, Władimir Leontjewicz Oniszczenko (ur. 29 grudnia 1914?/11 stycznia 1915, zm. 10 stycznia 2001 w Czernihowie) – ukraiński piłkarz, grający na pozycji napastnika, trener piłkarski.

## Kariera piłkarska

### Kariera klubowa
W 1938 rozpoczął karierę piłkarską w drużynie Dynamo Odesa. Na początku 1940 przeszedł do Dynama Kijów, w którym występował przez 7 lat z przerwą w okresie wojennym. Latem 1946 przeniósł się do Spartaka Lwów. W 1947 zakończył karierę piłkarską.

## Kariera trenerska
Po zakończeniu kariery piłkarskiej rozpoczął karierę szkoleniowca. Najpierw pracował w syberyjskim Kemerowo z piłkarską drużyną miasta oraz zespołem bandy Szachtior Kemerowo. Potem kierował amatorskim zespołem piłkarskim ZOR Odessa. W 1968 został zaproszony do sztabu szkoleniowego Desny Czernihów, a w 1968 prowadził klub do przyjścia nowego trenera Ołeha Bazyłewicza.